# Kaiserstraße (Böhmen-Oberlausitz)
Die ehemalige Böhmisch-Oberlausitzer Kaiserstraße war eine Handelsroute und verlief von Prag nach Bautzen.

## Bezeichnungen, Lage und Verlauf
In der älteren Literatur und auf alten Kartenwerken der Oberlausitz erscheint gelegentlich die Bezeichnung „Kaiserstraße“ oder auch „Krönungs- und Huldigungsstraße“, die damit auf eine alte und bedeutende Straße hindeutet, die einst das Oberlausitzer Bergland durchzog. Diese historische Landstraße „bezeichnet den von Böhmen aus über Budissin (Bautzen) nach Hoyerswerda und Cottbus und von da nach Frankfurt an der Oder oder Berlin zu nehmenden Weg in solcher geraden Richtung, dass jede andere, die man von Rumburg aus nach Cottbus einschlagen wolle, eine weitere Tour in sich fassen würde“. Der alte Straßenabschnitt der Böhmisch-Oberlausitzer Kaiserstraße zwischen Georgswalde und dem Ortsteil der Stadt Neusalza-Spremberg, Neuspremberg, wurde noch im ersten Drittel des 20. Jahrhunderts als „Diebesweg“ bezeichnet. Dieser Teil ist identisch mit dem heutigen Land- und Wanderweg, der vom „Haine“ bei Ebersbach nahe der Staatsgrenze zu Tschechien über den Friedersdorfer Ortsteil Neufriedersdorf an der ehemaligen „Froschmühle“ und am Ausflugslokal „Fichtelschänke“ vorbei, zum ehemaligen Duroplastwerk, heute plastic concept GmbH, im Ortsteil Neuspremberg verläuft.
Die makabere Bezeichnung dieser Wegstrecke geht wahrscheinlich auf die gesellschaftlichen Verhältnisse in der Mitte des 19. Jahrhunderts zurück, als die heimische Textilproduktion starken Konjunkturschwankungen unterworfen war, so dass das Weberelend wie in Schlesien auch in den Bergdörfern der Oberlausitz Einzug hielt und das Schmugglerwesen entlang der böhmischen Grenze aufblühte. Von Neuspremberg führte die sogenannte Kaiserstraße weiter im ehemaligen „Viehweg“ unterhalb des „Hutzelberges“ (346 m) in das Dorf Spremberg hinein, ging zwischen der alten Schule des Ortes, nahe der Dorfkirche Spremberg, und dem Kretscham als Furt durch die Spree und verlief weiter am rechten, damals windungsreichen Spreeufer entlang und zog sich am Spremberger „Heidelberg“ in Richtung nach Neuoppach hin. Die heutige langgezogene „Talstraße“ in Neusalza-Spremberg wäre demnach als Nachfolgerin einer Teilstrecke der historischen „Kaiserstraße“ anzusehen. Durch das Dorf Oppach überquerte sie die niedrigste Stelle von etwa 390 m den Höhenrücken zwischen Pickaer Berg (486 m) und Bieleboh (499 m) bei Oberoppach und Wurbis nach Weigsdorf-Köblitz und Halbendorf/Gebirge. Anschließend verlief sie durch die Ortschaften Suppo, Eulowitz, Großpostwitz und Hainitz, weiter unterhalb des Drohmberges (432 m) bei Rascha, um schließlich über Ebendörfel und Oberkaina Bautzen zu erreichen.
Jedenfalls kann der Teil der heutigen Fernverkehrsstraße B 96 Neusalza-Spremberg – Oppach – Bautzen mit Recht als der Nachfolger der mittelalterlichen Kaiserstraße, die in Prag begann, angesehen werden. „Die Geschichte der … F 96 führt somit zurück bis zu diesem alten Landweg von Böhmen nach Bautzen und ist mindestens so alt wie die einstige politische Zugehörigkeit der Oberlausitz zum Königreich Böhmen“.

## Entstehung, Zweck und Geschichte
Da das Territorium der Oberlausitz, zunächst nach den Milzenern „Gau Milsca“, später „Budissiner Land“ genannt, von 1076 bis 1253 und dann wieder von 1319 bis 1469 zum Königreich Böhmen gehörte, wird die „Kaiserstraße“, die „nach damaligen Begriffen also im Walde so breit abgeholzt (war), dass ein Reiter mit quer gehaltener Lanze reiten konnte“ als „Kurierstraße“ und kaum als Handelsstraße fungiert haben. Denn sie stellte im Mittelalter die kürzeste Verbindung zwischen der böhmischen Residenz Prag und der Metropole des böhmischen Nebenlandes Oberlausitz dar. Auf ihr wurde durch reitende Boten der königliche Kurierdienst zwischen der Prager Burg und dem Burggrafen, später Landvogt, in Bautzen und umgekehrt abgewickelt.
Anderen Mitteilungen zufolge ist der prunkvolle Straßenname darauf zurückzuführen, dass auf ihr die böhmischen Könige, zuletzt der spätere römisch-deutsche Kaiser Karl IV. (1316–1378), im Jahre 1347 zur Erbhuldigung der Lausitzer Stände nach Bautzen zogen, wie der Fund einer kufischen Goldmünze bei der Grundsteinlegung der alten Spremberger Kirche 1839 in der Nähe der erwähnten Spreefurt (die Spree war damals noch nicht reguliert) hindeutet. Die Böhmisch-Oberlausitzer Kaiserstraße, deren Entstehung im Dunkel des Mittelalters liegt, kann durchaus bereits unter der Herrschaft des Böhmenkönigs Vratislav II. (1061–1092) oder seines Schwiegersohnes Wiprecht von Groitzsch (um 1050–1124), angelegt worden sein, der die Oberlausitz als Mitgift seiner Gemahlin, der Königstochter Judith, zu Lehen erhalten hatte. Bei seinen kolonisatorischen Bestrebungen hatte sich Wiprecht von Groitzsch, der Bautzen 1084 zu seiner zeitweiligen Residenz auserkor, dauernden Angriffen der mächtigen Grafen von Wettin zu erwehren. Als neuer böhmischer Herrscher der Oberlausitz in Bautzen benötigte er demzufolge eine schnelle und sichere Verbindung in die böhmische Hauptstadt. Da etwa zur gleichen Zeit die bäuerliche Landnahme und Kolonisation im Rahmen der sogenannten feudalen deutschen Ostexpansion bzw. -kolonisation im sorbischen Eroberungsgebiet einsetzte, die durch Wiprecht von Groitzsch begünstigt wurde, ist es sehr wahrscheinlich, dass die Kaiserstraße als bedeutende Nord-Süd-Verbindung des Bautzener Landes mit Böhmen darüber hinaus „Siedlungsleitlinie“ war. Denn entlang dieses Straßenverlaufs, dem heutigen Abschnitt der B 96 im Oberlausitzer Bergland finden sich die Orte, die damals als „Waldhufendörfer“ unter der Leitung sogenannter Lokatoren (Siedlungsmeister) durch Rodung angelegt wurden und die wohl auf Wiprecht von Groitzsch zurückgehen, aber urkundlich erst viel später erscheinen, so z. B. Spremberg (1242, 1272), Friedersdorf (1272), Beiersdorf (1272), Ebersbach (1306), Oppach (1336), Taubenheim (1345). Wie neueste Forschungen erwiesen haben, sind diese Orte wie weitere in Richtung Bautzen bereits weit vor bzw. um 1200 entstanden.
Außerdem kann geschlussfolgert werden, dass die Kaiserstraße im 13. Jahrhundert eine Art „topografische Basis“ für die erste Landesvermessung der Oberlausitz darstellte, die durch unklare Besitz- und Grenzverhältnisse in Verbindung mit Machtüberschneidungen im betreffenden Gebiet notwendig geworden war. Deshalb wurden in den Jahren 1213 und 1228 bis 1242 etappenweise durch königlich-böhmische und bischöflich-meißnische Beamte als Landvermesser neue Grenzfestlegungen getroffen, die in einem wichtigen Dokument, der „Oberlausitzer Grenzurkunde“ vom 7. Mai 1241, bestätigt wurden. Damit waren die Grenzen der nebeneinander liegenden böhmischen und meißnischen Burgwarde (Burgbezirke) endgültig fixiert worden.
In dem von den Deutschen unterworfenen sorbischen Gebiet hatte bereits vor der erwähnten böhmischen Belehnung des Milzenerlandes 1076 schon der Bischof von Meißen 1007 von König Heinrich II. (973–1024) Grundrechte verliehen bekommen, so dass Differenzen zwischen den Vasallen gar nicht ausbleiben konnten. „Durch diese Jahrhunderte [11. bis 13. Jahrhundert] zieht sich … die Rivalität der weltlichen und geistlichen Grundherrn im Gau Milsca um die Lehnshoheit in den von ihnen beanspruchten Gebietsteilen. Einen gewissen Abschluss dieser Kämpfe stellt die berühmte Grenzurkunde vom Jahre 1241 dar“ Merkwürdig ist allerdings, dass die Oberlausitzer Bergdörfer Cunewalde, Beiersdorf, Spremberg und Friedersdorf im Land Budissin, die jedoch dem Bischof von Meißen zinspflichtig waren und eine eigene bischöfliche Enklave inmitten der böhmischen Oberlausitz bildeten, in dieser Grenzurkunde nicht genannt werden. Dieser Umstand lässt sich wahrscheinlich nur so erklären, „dass das Besitzrecht der Bischöfe dort durch die landvogteiliche Obergerichtsbarkeit beschränkt war, wie es bei der Lage des kleinen Güterkomplexes mitten in einem königlichen Burgward (Böhmens) … ganz begreiflich ist“. Diese Dörfer wurden somit nicht als Grenzorte betrachtet. Die Kaiserstraße hatte staatsrechtlich gesehen demnach als eine Art „Transitstraße“ drei politisch verschiedene mittelalterliche Territorien verbunden.

## Von militärischer und strategischer Bedeutung im Mittelalter
Obwohl als Handelsstraße damals kaum und für den Fernverkehr so gut wie gar nicht von Bedeutung, ist kleinerer Warenverkehr auf der Kaiserstraße zwischen Rumburg und Bautzen und in die anliegenden Bergdörfer nicht ausgeschlossen, der vor und nach 1400 – der Zeit des historischen Niedergangs des Rittertums – Wegelagerer und Raubritter anzog, wie Bautzener Urkunden belegen, und die sich in und bei Spremberg eingenistet hatten.
Wegen ihrer vorteilhaften strategischen Lage kann die Kaiserstraße während der feudalen Auseinandersetzungen um den Besitz der Oberlausitz im Mittelalter und anscheinend auch für militärische Operationen der Hussitenbewegung, die Böhmen von 1415 bis 1437 erfasst hatte, als „Heerstraße“ und Nachschubbasis von Bedeutung gewesen sein. In ihrem Kampf gegen Kirche und Kaiser, die geistlichen und weltlichen Feudalherren Böhmens und der Lausitz und deren verbündeten „Oberlausitzer Sechsstädtebund“, dem Bautzen, Görlitz, Zittau, Löbau, Kamenz und Lauban angehörten, drangen die Hussiten seit 1427 in die Oberlausitz vor. Im Sommer 1429 erfolgte ein neuer hussitischer Vorstoß von Rumburg aus in das Oberlausitzer Bergland und das Zittauer Gebirge, um sich auf Bautzen, Löbau und Zittau zu konzentrieren. Nachdem Georgswalde überrannt und die Orte Ebersbach und Neugersdorf anscheinend zerstört wurden, müssen hussitische Heerscharen danach Spremberg durchzogen und dessen damals bedeutende Kirche niedergebrannt haben, wie eine Inschrift „Anno 1432“ bezeugte, die sich an der Nordwand befand. Von Spremberg aus müssen die Hussiten auf der Kaiserstraße über Oppach, dessen Herrenhof niedergebrannt wurde, entlang nach Bautzen marschiert sein, dass von ihnen im Oktober 1429 und Februar 1431 erfolglos belagert wurde, aber die kleinere Sechsstadt Löbau musste sich ihnen ergeben.

## Die Entwicklung zur Handels- und Zollstraße
In der Periode des allgemeinen Niedergangs der Feudalordnung und des sich entwickelten Manufakturkapitalismus vom Anfang des 17. bis Ende des 18. Jahrhunderts, wandelte sich schließlich die Rolle der Kaiserstraße zur Handelsstraße, zur „Commercialstraße“, wie Unterlagen des Rates der Stadt Bautzen um 1800 zu entnehmen ist. „Der bedeutende Verkehr derselben durch den Warentransport nach Böhmen [über Bautzen], nach der Niederlausitz, insbesondere nach Cottbus, Frankfurt und Berlin oder aus dem Preußischen nach Böhmen, hatte sie schon in früheren Zeiten zu einer Zollstraße erhoben“. Für den Verkehr auf dieser Straße bestand schon im 18. Jahrhundert eine Hauptzolleinnahme in der kleinen Stadt Neusalza und eine Nebenzolleinnahme in Taubenheim, der vornehmlich 1725 und 1732 „wegen der aus den Zittauischen Ortschaften ingleichen von Neusalza über Wilthen nach Dresden gehenden oberlausitzschen Leinwaden … angelegt worden (war)“. Durch den Oberlausitzer Zoll zu Oppach wurde wiederum der lebensnotwendige Leinwandhandel des Städtchens Neusalza, der sich sogar bis nach England erstreckte, fast völlig ruiniert. Aufgrund des Kreuzens mehrerer alter Handelswege hatte sich Oppach im 18. Jahrhundert zu einem „Zentrum von Zolleinnahmen“ entwickelt, so dass damals anscheinend nicht nur die Kaiserstraße mit Zollstationen übersät war. Diese feudalabsolutistischen Verhältnisse waren ein Spiegelbild des in mehr als 360 unabhängige Fürstentümer mit eigenen Gesetzen, Münzen, Maßen und Gewichten zersplitterten Deutschlands des 18. Jahrhunderts.
Aus alten Zolltabellen ist ersichtlich, dass von 1797 bis 1802 insgesamt 14.732 Fuhrwerke mit zollpflichtigen Waren die Kaiserstraße passierten, darunter 12.887 mit Getreide beladene Wagen, da sich die Leineweberdörfer des Oberlausitzer Berglandes im Zuge der einsetzenden kapitalistischen Entwicklung zu Beginn des 19. Jahrhunderts stärker bevölkerten. Da die Zittauer Kaufleute den Bautzenern längst im Vorteil waren, indem sie schon seit der Zeit Kaiser Karls IV. einen gewinnbringenden Handel mit der böhmischen Krone im „Dreiländereck“ abwickelten, bemühte sich das ins Hintertreffen geratene Bautzener Patriziat zu Beginn des 17. Jahrhunderts um die Kaiserstraße als Fernhandels- und Zollstraße, wie einem Zollmandat vom 10. Oktober 1616 zu entnehmen ist. Darin wurde verordnet, „dass die Kauf- und Fuhrleute die ordentlichen und gebräuchlichen Landstraßen innehalten und nicht Abwege suchen und dass die Waren, so auf Görlitz und Budissin zu gehen, sollen nicht auf Beiwegen in andere Städte verführt werden dürfen“. Trotzdem wurde das Verbot übertreten und andere Straßen und Wege genommen. „Wegen des schlechten Weges verließen aber die Fuhrleute diese Straße [die Kaiserstraße] zum Nachteile des Zolles [um nach Dresden und zurück zu gelangen] und benutzen die Straße über Schluckenau – Hainspach, die von Zittau über Rumburg kam“. Der Jahresdurchschnitt an Zoll betrug z. B. in den sechs Jahren von 1817 bis 1822 etwa 678 Reichstaler, 7 Groschen und 8 Pfennig, so dass auf der Kaiserstraße zwischen Neusalza, Spremberg über den Wurbisberg bei Oppach nach Bautzen jährlich etwa 65 Reichstaler Zollgebühren entstanden, also nur der zehnte Teil aller verzollten Waren hatte demnach diese Straße passiert, die für die Fuhrwerke alles andere als bequem war. Amtliche Berichte der Jahre von 1817 bis 1825 konnten nicht umhin, sie so zu schildern, „dass der Zustand der Straße vor 100 Jahren [also um 1830] schlechter war, als der eines heutigen Feldweges. Schmal, meist nur ein Gleis breit, ausgefahren, mit Holz bewachsene Hohlwege, tiefe Löcher, große Steine, Sumpf und Morast machten sie fast unbenutzbar“. Die Bezeichnung „Kaiserstraße“ hatte ihren Glanz längst verloren.

## Aufbruch in die moderne Zeit
Als mit der Gründung des Deutschen Zollvereins Mai 1833 die Grundlagen für einen einheitlichen deutschen Markt geschaffen wurden, konnte nach zähen Kämpfen auf verschiedenen Ebenen und schier unüberwindlichem Bürokratismus der einzelnen Instanzen und sogar abergläubischer Vorurteile der Bauleute am 3. Juni 1833 am Bautzener Lauentor mit der Chaussierung der alten Kaiserstraße als Kunststraße begonnen werden, die anschließend an die von 1832 bis 1836 erbaute Straße Dresden – Stolpen – Oppach – Neusalza-Spremberg – Zittau bei Oppach einmündete.
Als der erste 1846 vollendete Eisenbahnbau von Dresden über Bautzen nach Görlitz oder die am 1. Mai 1875 eröffnete Eisenbahnteilstrecke der Süd-Lausitzer Bahn von Ebersbach nach Sohland mit einem Bahnhof in Neusalza-Spremberg sowie weitere Eisenbahnstrecken in Betrieb gingen, wurde die jahrhundertelange Bedeutung der Kaiserstraße als Handelsstraße bis auf den Lokalverkehr zurückgedrängt.
Erst mit dem raschen Anstieg der Motorisierung in den 1920er und 1930er Jahren eroberte sich das neue Verkehrsmittel Kraftwagen auch die ehemalige Kaiserstraße, die nunmehr großzügige straßenbautechnische Veränderungen erfuhr. In Neusalza-Spremberg wurde beispielsweise 1939 der Bau einer völlig neuen, etwa 800 m langen Führung nördlich der Spree zur Umgehung der engen Straßen der Innenstadt vollendet.
Heute ist aus der alten Oberlausitzer Kaiserstraße, deren Anfänge im Dunkel des Mittelalters liegen und deren Gesicht sich allmählich wandelte, die wichtigste Straßenverbindung des dicht besiedelten Oberlausitzer Berglandes geworden. Der moderne Nachfolger der historischen „Böhmisch-Oberlausitzer Kaiserstraße“, die heutige Bundesstraße 96, beginnt in Zittau, durchquert die vier Bundesländer Sachsen, Brandenburg, Berlin und Mecklenburg-Vorpommern und endet in Saßnitz auf der Insel Rügen. Mit ca. 520 Kilometer repräsentiert sie die längste Fernverkehrsstraße Ostdeutschlands und stellt zugleich eine Hauptverkehrsader in Nord-Süd-Richtung dar, die die vorpommersche Ostseeküste mit dem Oberlausitzer Bergland verbindet.